# Campeonato Mundial de Patinação Artística no Gelo de 1912
O Campeonato Mundial de Patinação Artística no Gelo de 1912 foi a décima sétima edição do Campeonato Mundial de Patinação Artística no Gelo, um evento anual de patinação artística no gelo organizado pela União Internacional de Patinação (em inglês:  International Skating Union) onde os patinadores artísticos competem pelo título de campeão mundial. Nesta edição a competição individual masculina foi disputada entre os dias 16 de fevereiro e 17 de fevereiro e a competição de duplas no dia 27 de fevereiro ambas na cidade de cidade de Manchester, Reino Unido; e a competição individual feminina foi disputada entre os dias 27 de janeiro e 28 de janeiro na cidade de Davos, Suíça.

## Eventos
- Individual masculino
- Individual feminino
- Duplas

## Medalhistas
| Evento                        | Ouro                                             | Prata                                                    | Bronze                                      |
| Individual masculino detalhes | Fritz Kachler · Áustria                          | Werner Rittberger · Alemanha                             | Andor Szende · Hungria                      |
| Individual feminino detalhes  | Opika von Méray Horváth · Hungria                | Dorothy Greenhough-Smith · Reino Unido                   | Phyllis Johnson · Reino Unido               |
| Duplas detalhes               | Phyllis Johnson · James H. Johnson · Reino Unido | Ludowika Jakobsson-Eilers · Walter Jakobsson · Finlândia | Alexia Bryn-Schøien · Yngvar Bryn · Noruega |

## Resultados

### Individual masculino
| Pos.              | Nome              | Nacionalidade | Pontos |
| ----------------- | ----------------- | ------------- | ------ |
| Medalha de ouro   | Fritz Kachler     | Áustria       | 8      |
| Medalha de prata  | Werner Rittberger | Alemanha      | 16     |
| Medalha de bronze | Andor Szende      | Hungria       | 18     |
| 4                 | Harald Rooth      | Suécia        | 28     |
| 5                 | Arthur Cumming    | Reino Unido   | 36     |
| 6                 | Dunbar Poole      | Suécia        | 41     |

### Individual feminino
| Pos.              | Nome                      | Nacionalidade | Pontos |
| ----------------- | ------------------------- | ------------- | ------ |
| Medalha de ouro   | Opika von Méray Horváth   | Hungria       | 7      |
| Medalha de prata  | Dorothy Greenhough-Smith  | Reino Unido   | 14     |
| Medalha de bronze | Ludowika Eilers           | Reino Unido   | 18     |
| 4                 | Gwendolyn Lycett          | Reino Unido   | 18     |
| 5                 | Grete Strasilla           | Alemanha      | 20     |
| 6                 | Mizzi Wellenreiter        | Áustria       | 28     |
| 7                 | Ludowika Jakobsson-Eilers | Finlândia     | 35     |

### Duplas
| Pos.              | Nome                                         | Nacionalidade | Pontos |
| ----------------- | -------------------------------------------- | ------------- | ------ |
| Medalha de ouro   | Phyllis Johnson / James H. Johnson           | Reino Unido   | 8.5    |
| Medalha de prata  | Ludowika Jakobsson-Eilers / Walter Jakobsson | Finlândia     | 10     |
| Medalha de bronze | Alexia Bryn-Schøien / Yngvar Bryn            | Noruega       | 14     |
| 4                 | Hedwig Winzer / Hugo Winzer                  | Alemanha      | 20     |
| 5                 | Anita del Monte / Louis Magnus               | França        | 25.5   |
| 6                 | Enid Harrison / Basil Williams               | Reino Unido   | 29     |
| 7                 | Mrs. Arthur Cadogan / Arthur Cumming         | Reino Unido   | 36     |
| 8                 | Louise Lovett / Ernest Worsley               | Reino Unido   | 37     |

## Quadro de medalhas
| Ordem | País        | Medalha de ouro | Medalha de prata | Medalha de bronze |   | Ordem por total |
| ----- | ----------- | --------------- | ---------------- | ----------------- | - | --------------- |
| 1     | Reino Unido | 1               | 1                | 1                 | 3 | 1               |
| 2     | Hungria     | 1               |                  | 1                 | 2 | 2               |
| 3     | Áustria     | 1               |                  |                   | 1 | 3               |
| 4     | Alemanha    |                 | 1                |                   | 1 | 3               |
| 4     | Finlândia   |                 | 1                |                   | 1 | 3               |
| 6     | Noruega     |                 |                  | 1                 | 1 | 3               |
| TOTAL | TOTAL       | 3               | 3                | 3                 | 9 | —               |